# Amnesia (Roxen-dal)
Az Amnesia (magyarul: Amnézia) Roxen román énekesnő dala, mellyel Romániát képviselte a 2021-es Eurovíziós Dalfesztiválon Rotterdamban. A dal belső kiválasztás során nyerte el a dalversenyen való indulás jogát.

## Eurovíziós Dalfesztivál
2020. október 11-én vált hivatalossá, hogy a román műsorsugárzó Roxent választotta ki Románia képviseletére a 2020-as Eurovíziós Dalfesztiválon. Március 18-án az Európai Műsorsugárzók Uniója bejelentette, hogy 2020-ban nem tudják megrendezni a versenyt a COVID–19-koronavírus-világjárvány miatt. A román műsorsugárzó jóvoltából az énekesnő lehetőséget kapott az ország képviseletére a következő évben egy új versenydallal. A dalt egy többtagú szakmai zsűri választotta ki, amelyet 2021. március 4-én mutattak be először a dalfesztivál hivatalos YouTube-csatornáján.
Az Eurovíziós Dalfesztiválon a dalt először a május 18-án rendezett első elődöntőben adták elő, a fellépési sorrendben tizenharmadikként, az izraeli Eden Alene Set Me Free című dala után és az azeri Efendi Mata Hari című dala előtt. Az elődöntőben a nézői szavazatok és a nemzetközi zsűrik pontjai alapján nem került be a dal a május 22-én megrendezésre került döntőbe. Összesítésben 85 ponttal a 12. helyen végzett.

## Slágerlisták
| Slágerlista (2021)     | Legjobb helyezés |
| ---------------------- | ---------------- |
| Hollandia (Single Top) | 26.              |
| Litvánia (AGATA)       | 51.              |

## Botrány a dal körül

### Hibák az első elődöntő zsűris főpróbáján
Az első elődöntő zsűris főpróbáján a román produkció alatt technikai problémák adódtak, ami az első pillanattól észrevehető volt, mivel az énekesnő elcsúszott a ritmussal és lemaradt a dalszöveggel. Később kiderült, hogy az utána fellépő ukrán és máltai produkció alatt is előfordultak technikai problémák (amiket egyébként nem lehetett észrevenni). Az EBU hivatalos közleményében az állt, hogy az in-ear monitorokkal volt probléma, így mindhárom dalt a műsor végén újra előadták.